# 2MASS J16071478-2321011
2MASS J16071478-2321011 ist ein Brauner Zwerg im Sternbild Skorpion. Er wurde 2008 von Nicolas Lodieu et al. entdeckt.
Er gehört der Spektralklasse L0 an.